# Villa Rosenheim
Die Villa Rosenheim liegt in der Wilhelm-Busch-Straße 10 im Stadtteil Niederlößnitz der sächsischen Stadt Radebeul.

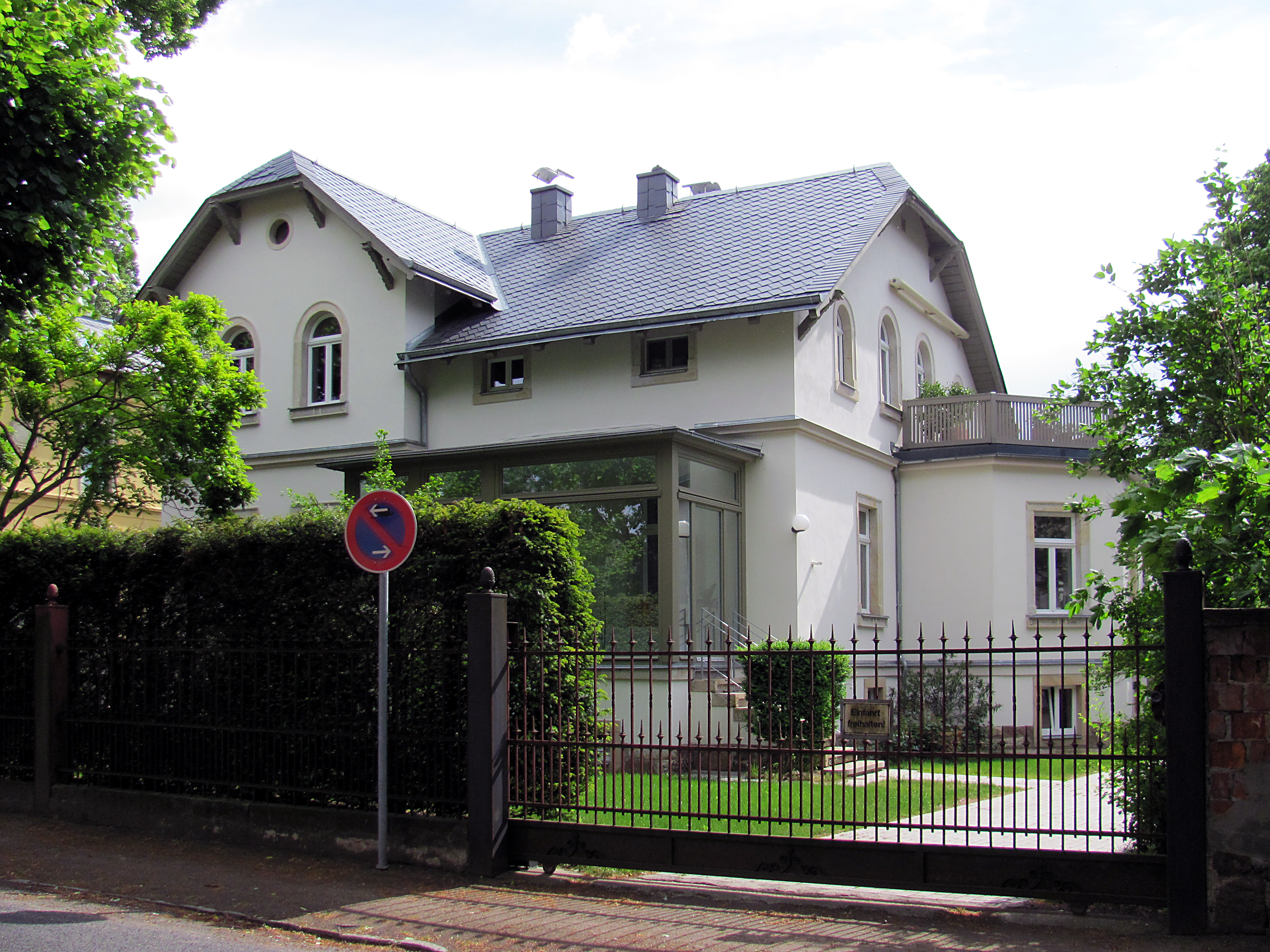
Villa Rosenheim

## Beschreibung

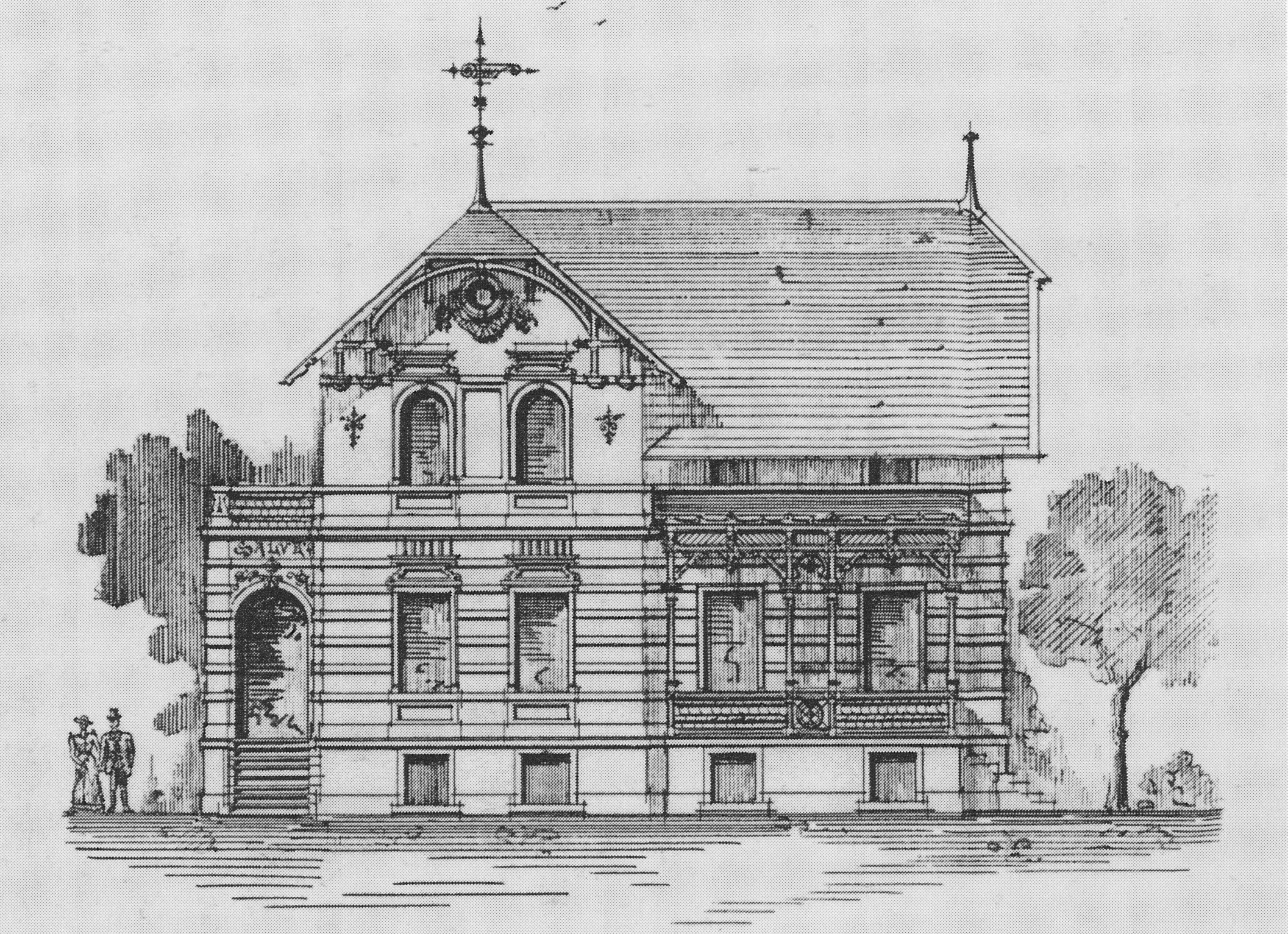
Bauzeichnung, 1891

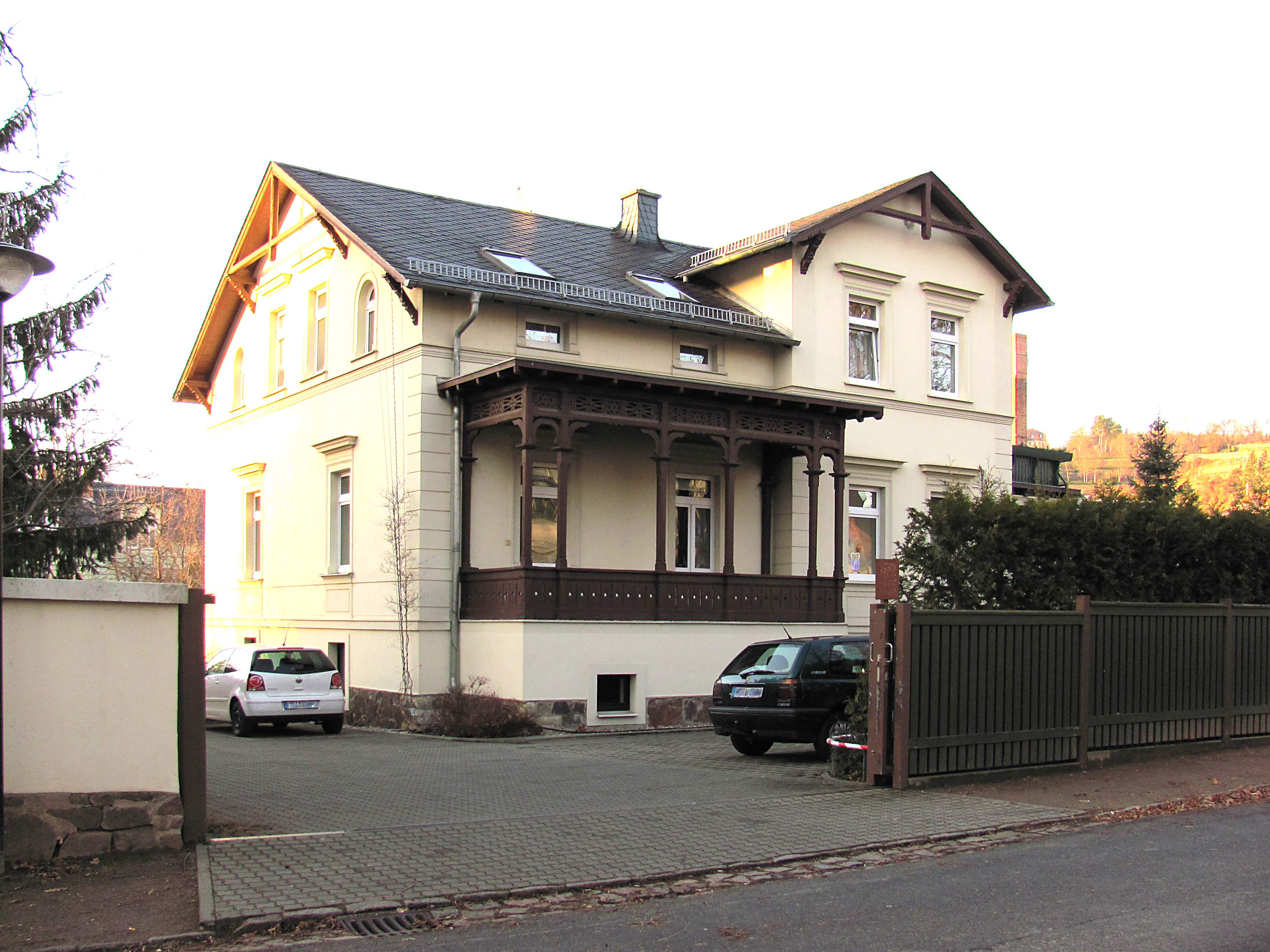
Neumanns Wohnhaus in der Nr. 11 zum Vergleich

Die bis 2012 unter Denkmalschutz stehende landhausartige Villa ist ein anderthalbgeschossiges Wohnhaus auf einem hoch aus der Erde ragenden Kellergeschoss. Das schiefergedeckte Krüppelwalmdach erhebt sich über einem Drempel, der zu dem ausgebauten Dachgeschoss gehört.
In der traufständigen Straßenansicht steht links ein zweigeschossiger Seitenrisalit mit Krüppelwalmdach; ein gleichausgebildeter Risalit steht gespiegelt auf der Rückseite rechts, sodass sich der Eindruck eines querstehenden Gebäudeteils ergibt. Vor der Rücklage in der Straßenansicht steht vor dem Hochparterre, oberhalb einer Freitreppe, eine verglaste, hölzerne Veranda.
In der rechten Seitenansicht, nach Süden hin, steht der polygonale Vorbau mit einem Austritt mit Holzgitter obenauf. In der linken Seitenansicht steht ein Eingangsvorbau in das Hochparterre, ebenfalls mit einem Austritt, der durch eine Balustrade abgeschlossen wird. Auf der Gebäuderückseite findet sich ein Wirtschaftsanbau mit Flachdach.
Der glatt verputzte Bau wird durch Geschossgesimse gegliedert. Die Fenster werden durch Sandsteingewände eingefasst.
Von der grundsätzlichen Kubatur entspricht das Landhaus in gespiegelter Form dem nicht weit entfernten, drei Jahre früheren Entwurf des  eigenen Wohnhauses Neumanns; Abweichungen betreffen Gestaltungsdetails wie Dachform und Verputzung.
Die Einfriedung besteht aus einem Lanzettzaun mit eisernen Pfosten, die obenauf durch gusseiserne Zapfen verziert werden.

## Geschichte
Baumeister Adolf Neumann stellte als Entwurfsverfasser im August 1891 den Bauantrag, der im folgenden September genehmigt wurde. Die Ingebrauchnahmegenehmigung erhielt er zu Anfang September 1892.
Die Eigentümerin Adele von Reitzenstein ließ sich 1895 auf der Südseite einen polygonalen Standerker anbauen.